# Abbeville, Alabama
Abbeville là một thành phố thuộc quận Henry, bang Alabama.

## Dân số
Biến động dân số qua các năm từ 2000 đến 2009 như sau:
| Năm  | Dân số |
| 2000 | 2987   |
| 2001 | 2951   |
| 2002 | 2939   |
| 2003 | 2931   |
| 2004 | 2936   |
| 2005 | 2925   |
| 2006 | 2926   |
| 2007 | 2939   |
| 2008 | 2931   |
| 2009 | 2930   |